# HMS Doterel (1860)
El HMS Doterel (o Dotterel) fue una Cañonero a vapor de la Royal Navy que tuvo participación en la llamada Cuestión Christie, grave conflicto que llevó a la ruptura de relaciones diplomáticas entre el Imperio de Brasil y Gran Bretaña.

## Historia
Botada en Newcastle el 5 de julio de 1860, la Doterel era una cañonera de la clase Britomart. Tenía casco de madera, 36.57 m de eslora, 6.7 de manga, 2.44 m de puntal, 330 toneladas de desplazamiento, una tripulación de 40 hombres y montaba 2 cañones. 
Una máquina de vapor de 200 HP de potencia impulsaba una única hélice que le permitía alcanzar una velocidad de 8 nudos.
Hasta el 1 de septiembre de 1861 permaneció en comisión en Devonport.
En 1862 fue afectada a aguas del Atlántico Sur integrando el escuadrón de guerra al mando del contralmirante Richard Laird Warren. En noviembre de ese año participó del bloqueo del puerto de Río de Janeiro junto a los vapores HMS Forte, buque insignia al mando del capitán Thomas Saumarez, HMS Satellite (capitán John Ormsby Johnson), HMS Stromboli (comandante Arthur Robert Henry) y HMS Curlew (comandante Charles Stuart Forbes). Durante esa acción participó de la captura de cinco barcos que estaban anclados en esa bahía, en el punto más álgido de la llamada Cuestión Christie.
En 1864 el cirujano de a bordo Connolly registró bajas a bordo por tétanos mientras se encontraba en aguas del Río de la Plata.
Ya iniciada la Guerra del Paraguay, en 1867 continuaba afectada al entonces reducido escuadrón británico en el Río de la Plata ya que el 13 de diciembre de ese año se registra la inhumación en la ciudad de Buenos Aires del ingeniero James Elwes, fallecido a bordo de apoplejía.
A fines de ese año, al mando del teniente Mitchell, trasladó al representante británico Gould a una misión a Asunción, Paraguay.
En 1870 se encontraba nuevamente en Devonport y el 6 de junio de 1871 fue vendida en esa ciudad.